# SuperLiga (Nordamerika) 2010
Die SuperLiga 2010, der vierte Fußballwettbewerb der SuperLiga, fand vom 14. Juli bis zum 1. September 2010 in vier verschiedenen Stadien in den Vereinigten Staaten statt. Dabei nahmen die vier besten MLS-Franchises der Regular Season, die nicht für die CONCACAF Champions League 2010/11 qualifiziert waren, sowie vier Fußballvereine aus der mexikanischen Primera División, bei denen das System ähnlich ablief, teil.
Der mexikanische Verein Monarcas Morelia gewann nach einem 2:1-Finalsieg über das MLS-Franchise New England Revolution zum ersten Mal in seiner Vereinsgeschichte die nordamerikanische SuperLiga. Torschützenkönig wurde der Monarcas-Spieler Miguel Sabah mit vier Treffern.
Insgesamt besuchten 139.422 Personen die insgesamt 15 Spiele des Turniers und sahen dabei 34 Tore (Tore im Elfmeterschießen nach der regulären Spielzeit ausgeschlossen). Über das gesamte Turnier hinweg wurden 56 gelbe, fünf gelb-rote, sowie drei rote Karten vergeben.

## Qualifikation
Die teilnehmenden Mannschaften qualifizierten sich über die von ihren jeweiligen Ligen (Major League Soccer und Primera División) erstellten Qualifikationsregeln für die SuperLiga 2010.
Am 28. April 2010 gab die MLS bekannt, dass sich die vier besten Teams der Regular Season für das Turnier qualifizieren. Wenn sich diese Vereine jedoch bereits anderwärtig für die CONCACAF Champions League des gleichen Jahres qualifiziert hätten, würden die nächstbesten Teams am Turnier antreten. Da sich in der Saison 2009 drei der vier besten Teams, Columbus Crew als Gewinner des MLS Supporters’ Shield, Los Angeles Galaxy als MLS-Cup-Finalist und der Seattle Sounders FC als Gewinner des Lamar Hunt U.S. Open Cup der Spielzeit 2009, automatisch für die Champions League qualifiziert hatten, musste man auf die nächstbesten Franchises ausweichen.
Die mexikanische Primera División gab ebenfalls bekannt, dass sich die vier bestplatzierten Teams aus der Gesamtjahrestabelle der Spielzeit 2009/10 (Clausura 2009 und Apertura 2009) für die SuperLiga 2010 qualifizieren, wenn sie sich nicht schon anderwärtig für die CONCACAF Champions League qualifiziert haben. Da Deportivo Toluca als Bicentenario-Sieger 2010 und Gesamterster, CF Monterrey als Aperura-Sieger 2009 und Gesamtdritter, Santos Laguna als Bicentenario-Zweiter 2010 und Gesamtsiebenter sowie CD Cruz Azul als Apertura-Zweiter 2009 und Gesamtachter automatisch für die Teilnahme an der Champions League berechtigt waren, musste man auch hier auf die nächstbesten Mannschaften zugreifen.

## Teilnehmer
Aus der  Major League Soccer:
- Houston Dynamo (als Gesamtdritter 2009)
- Chicago Fire (als Gesamtfünfter 2009)
- CD Chivas USA (als Gesamtsechster 2009)
- New England Revolution (als Gesamtsiebenter 2009)

Aus der  Primera División:
- CF Pachuca (als Gesamtzweiter 2009)
- Monarcas Morelia (als Gesamtvierter 2009)
- Puebla FC (als Gesamtsechster 2009)
- UNAM Pumas (als Gesamtneunter 2009)

## Spielstätten
Die insgesamt 15 Spiele des Turniers werden in vier verschiedenen US-amerikanischen Stadien ausgetragen.
| Stadt          | Stadion           | Kapazität |
| -------------- | ----------------- | --------- |
| Bridgeview, IL | Toyota Park       | 20.000    |
| Carson, CA     | Home Depot Center | 27.000    |
| Houston, TX    | Robertson Stadium | 32.000    |
| Foxborough, MA | Gillette Stadium  | 69.000    |

## Schiedsrichter
- Silviu Petrescu
- Jerry Solis
- José Rivera und Marlon Mejia
- Elmer Rodas und Óscar Reyna
- José Gaspar Molina und José Pineda
- Ricardo Arellano und Francisco Chacón
- Jorge González
- Kevin Stott

## Spielformat
Das Format ist gleich aufgebaut, wie bereits in den SuperLiga-Bewerben der letzten Jahre. Die Mannschaften werden in zwei Gruppen aufgeteilt, wobei in jeder Gruppe je zwei Mannschaften aus den USA und zwei aus Mexiko sein müssen. Die zwei Teams, die am Ende der Gruppenphase in ihrer jeweiligen Gruppe am besten positioniert sind, nehmen an der darauffolgenden KO-Runde, dem eigentlichen Halbfinale, teil.

## Gruppenphase
Tie-Break-Kriterien:
Sollten zwei Teams im Falle einer Punktegleichheit auf ein und demselben Platz liegen, so entscheiden folgende vier Kriterien über die Position der beiden Mannschaften in der Gruppentabelle:
1. Tordifferenz
2. erzielte Tore
3. Head-To-Head-Statistik (Gegenüberstellung beider Teams)
4. Münzwurf

Diese Regeln wurde vor der SuperLiga 2010 neu zusammengestellt, um sich den internationalen Standards bei Punktegleichheit anzupassen. Da die Head-To-Head-Statistik in den vergangenen SuperLiga-Spielzeiten noch als erster Tie-Breaker verwendet wurde, musste sie nach den internationalen Standards auf Platz 3 weichen.

### Gruppe A
| Pl. | Verein         | Sp. | S | U | N | Tore    | Diff. | Punkte |
| --- | -------------- | --- | - | - | - | ------- | ----- | ------ |
| 1.  | Houston Dynamo | 3   | 2 | 1 | 0 | 004:200 | +2    | 07     |
| 2.  | Puebla FC      | 3   | 2 | 0 | 1 | 005:300 | +2    | 06     |
| 3.  | CD Chivas USA  | 3   | 1 | 1 | 1 | 003:300 | ±0    | 04     |
| 4.  | CF Pachuca     | 3   | 0 | 0 | 3 | 002:600 | −4    | 0      |

|                                           |   |               |           |
| 15. Juli 2010, 20:00 Uhr (EDT) in Houston |   |               |           |
| Houston Dynamo                            | – | CF Pachuca    | 2:1 (1:0) |
| 15. Juli 2010, 22:30 Uhr (EDT) in Carson  |   |               |           |
| CD Chivas USA                             | – | Puebla FC     | 1:2 (0:1) |
| 18. Juli 2010, 20:00 Uhr (EDT) in Houston |   |               |           |
| Houston Dynamo                            | – | CD Chivas USA | 1:1 (1:0) |
| 18. Juli 2010, 22:30 Uhr (EDT) in Houston |   |               |           |
| CF Pachuca                                | – | Puebla FC     | 1:3 (0:1) |
| 21. Juli 2010, 20:00 Uhr (EDT) in Houston |   |               |           |
| Houston Dynamo                            | – | Puebla FC     | 1:0 (0:0) |
| 21. Juli 2010, 22:30 Uhr (EDT) in Carson  |   |               |           |
| CD Chivas USA                             | – | CF Pachuca    | 1:0 (1:0) |

### Gruppe B
| Pl. | Verein                 | Sp. | S | U | N | Tore    | Diff. | Punkte |
| --- | ---------------------- | --- | - | - | - | ------- | ----- | ------ |
| 1.  | New England Revolution | 3   | 3 | 0 | 0 | 003:000 | +3    | 09     |
| 2.  | Monarcas Morelia       | 3   | 1 | 1 | 1 | 007:400 | +3    | 04     |
| 3.  | Chicago Fire           | 3   | 1 | 0 | 2 | 002:600 | −4    | 03     |
| 4.  | UNAM Pumas             | 3   | 0 | 1 | 2 | 002:400 | −2    | 01     |

|                                              |   |                        |           |
| 14. Juli 2010, 20:00 Uhr (EDT) in Foxborough |   |                        |           |
| New England Revolution                       | – | UNAM Pumas             | 1:0 (1:0) |
| 14. Juli 2010, 21:30 Uhr (EDT) in Bridgeview |   |                        |           |
| Chicago Fire                                 | – | Monarcas Morelia       | 1:5 (0:3) |
| 17. Juli 2010, 19:00 Uhr (EDT) in Bridgeview |   |                        |           |
| Chicago Fire                                 | – | New England Revolution | 0:1 (0:1) |
| 17. Juli 2010, 21:30 Uhr (EDT) in Bridgeview |   |                        |           |
| Monarcas Morelia                             | – | UNAM Pumas             | 2:2 (1:0) |
| 20. Juli 2010, 20:00 Uhr (EDT) in Foxborough |   |                        |           |
| New England Revolution                       | – | Monarcas Morelia       | 1:0 (0:0) |
| 20. Juli 2010, 21:30 Uhr (EDT) in Bridgeview |   |                        |           |
| Chicago Fire                                 | – | UNAM Pumas             | 1:0 (1:0) |

## Finalrunde
|  | Halbfinale in Foxborough, MA und Houston, TX | Halbfinale in Foxborough, MA und Houston, TX | Halbfinale in Foxborough, MA und Houston, TX |  |  | Finale in Foxborough, MA | Finale in Foxborough, MA | Finale in Foxborough, MA |
|  |                                              |                                              |                                              |  |  |                          |                          |                          |
|  |                                              |                                              |                                              |  |  |                          |                          |                          |
|  | B1                                           | New England Revolution                       | 1 (5)                                        |  |  |                          |                          |                          |
|  | A2                                           | Puebla FC                                    | 1 (3)                                        |  |  |                          |                          |                          |
|  |                                              |                                              |                                              |  |  |                          | New England Revolution   | 1                        |
|  |                                              |                                              |                                              |  |  |                          | Monarcas Morelia         | 2                        |
|  | A1                                           | Houston Dynamo                               | 0                                            |  |  |                          |                          |                          |
|  | B2                                           | Monarcas Morelia                             | 1                                            |  |  |                          |                          |                          |
|  |                                              |                                              |                                              |  |  |                          |                          |                          |

## Halbfinale
| Datum                           |                        | Ergebnis              |                  | Ort        |
| ------------------------------- | ---------------------- | --------------------- | ---------------- | ---------- |
| 4. August 2010, 19:00 Uhr (EDT) | New England Revolution | 1:1 (0:0) (5:3 i. E.) | Puebla FC        | Foxborough |
| 5. August 2010, 20:00 Uhr (EDT) | Houston Dynamo         | 0:1 (0:0)             | Monarcas Morelia | Houston    |

## Finale
| Datum                              |                        | Ergebnis  |                  | Ort        |
| ---------------------------------- | ---------------------- | --------- | ---------------- | ---------- |
| 1. September 2010, 19:00 Uhr (EDT) | New England Revolution | 1:2 (0:0) | Monarcas Morelia | Foxborough |

## Torschützenliste
(Tore aus Elfmeterschießen sind in der Liste nicht enthalten)
| 4 Tore - Miguel Sabah (Monarcas Morelia) 2 Tore - Joseph Ngwenya (Houston Dynamo) - Nicolás Olivera (Puebla FC) - Mario Ortiz (Puebla FC) - Marko Perović (New England Revolution) - Luis Gabriel Rey (Monarcas Morelia) - Franco Arizala (CF Pachuca) - Leandro Augusto (UNAM Pumas) - Wilman Conde (Chicago Fire) - Javier Cortés (UNAM Pumas) - Hugo Droguett (Monarcas Morelia) - Álvaro Fabián González (Puebla FC) | 1 Tor - Elías Hernández (Monarcas Morelia) - Steven Kinney (Chicago Fire) - Jaime Lozano (Monarcas Morelia) - Rafael Márquez Lugo (Monarcas Morelia) - Giancarlo Maldonado (CD Chivas USA) - Abdoulie Mansally (New England Revolution) - Damián Manso (CF Pachuca) - Dominic Oduro (Houston Dynamo) - Jesús Padilla (CD Chivas USA) - Lovel Palmer (Houston Dynamo) - Gabriel Pereyra (Puebla FC) - Zack Schilawski (New England Revolution) - Michael Umaña (CD Chivas USA) - Kevin Alston (New England Revolution) |